# Jules Olitski
Jules Olitski, född 27 mars 1922, Snovsk i Tjernihiv oblast i Ukraina, död 4 februari 2007 i New York, var en ukrainska född amerikansk målare och lärare.
Olitskis dukar från 1950-talet var målade i tjock impasto; i dem från 1960-talet har det skett en avgörande förändring i form av sprejade, nerfläckade dukar, color-field-målningar med stora, hela former och klara färger, till exempel High a Yellow (1967). Hans atmosfäriska och ljusfyllda målningar betonar bildens platta yta och hörn.